# Тейлор, Роберт (легкоатлет)
Роберт Джеймс Тейлор (англ. Robert James Taylor; 14 сентября 1948, Тайлер, Техас — 13 ноября 2007, Хьюстон, Техас) — американский спринтер, чемпион летних Олимпийских игр 1972 года в Мюнхене.

## Биография
Тейлор окончил среднюю школу Эммета Дж. Скотта в Тайлере (штат Техас) в 1968 году. Затем он поступил в Техасский Южный университет и получил диплом в области образования. После окончания учёбы Тейлор работал учителем, сначала в средней школе в Тайлере, а затем переехал в Хьюстон, чтобы преподавать специальное образование и физическое воспитание в начальной школе Ловетта в районе Мейерланда. Он умер от сердечного приступа в Хьюстоне в возрасте 59 лет. На момент смерти он преподавал в Миссури-Сити (штат Техас).

### Карьера
В 1972 году Тейлор выиграл чемпионат Ассоциации американских университетов (AAU) в беге на 100 метров.
На Олимпийских играх в Мюнхене Тейлор был вторым в беге на 100 метров, уступив советскому спринтеру Валерию Борзову. В отличие от своих товарищей по команде Эдди Харта и Рея Робинсона, Тейлор едва успел на старт четвертьфинального забега, потому что их тренер Стэн Райт по незнанию использовал устаревшее олимпийское расписание и не смог вовремя доставить своих спортсменов на стадион. Как сказал Тейлор в интервью «Тайлер Морнинг Телеграф» в 2000 году, три спортсмена и Райт покинули олимпийскую деревню для участия в четвертьфинальных забегах. В ожидании автобуса, который их отвезёт, они зашли в штаб-квартиру ABC-TV, где к своему ужасу увидели, как спортсмены выстраиваются в очередь на первый забег. И Робинсон, и Харт, которые должны были участвовать во втором забеге, опоздали. Тейлор, который должен был участвовать в третьем забеге, успел только стереть пот, надеть кроссовки и сделать пару приседаний перед забегом.
Тейлор пробежал второй этап в эстафете 4×100 м, в котором американская команда выиграла золотую медаль и повторила мировой рекорд — 38,19 с.
Эксперты «Track and Field News» в 1969—1972 годах называли Тейлора одним из лучших спринтеров в США и мире в беге на 100 метров.

## Награды
Помимо участия в Олимпийских играх, которые, по словам Тейлора, были кульминацией его спортивной карьеры, Тейлор был уважаемым семьянином, спортсменом и учителем. Он получил следующие награды:
- Награда Все-Юго-Западной атлетической конференции и Всеамериканской атлетической ассоциации.
- В 1973 году введён в Зал славы выдающихся атлетов колледжей.
- В 1996 году введён в Зал славы Техасского Южного университета.
- Введён в 2007 году в Зал славы тренеров межшкольной лиги Прери-Вью.
- Юго-Западный конференц-зал славы.